# Anton Stuxberg
Anton Julius Stuxberg (ur. 12 kwietnia 1849 Stucks, Bunge, Gotlandia, zm. 30 listopada 1902 w Göteborgu) – szwedzki odkrywca i przyrodnik.

## Życiorys
Syn Johannesa Stuxberga i Anny Marii Höglund. Brał udział w wyprawach zoologicznych Adolfa Erika Nordenskiölda do Arktyki, Nowej Ziemi, nad Jenisej w 1875 i 1876 i przez Przejście Północno-Wschodnie w latach 1878-80. Był następnie aż do śmierci zatrudniony w Göteborgu w muzeum geologicznym. Jeden z bliskich przyjaciół Augusta Strindberga. Należał do Kungliga Vetenskaps- och Vitterhetssamhället i Göteborg od 1882 roku. Jego żoną była Helga Frankenfeldt (1851-1918) i miał z nią trzech synów. Jego synem był astronom Anton Stuxberg młodszy.